# باس کورپوریشن
باس کورپوریشن (انگلیسی: Boss Corporation) شرکت تجهیزات موسیقی ژاپنی است، که در سال ۱۹۷۳ تأسیس شد.